# Участники официальной делегации БМ АССР в Кремле 1936
Первая в истории поездка официальной делегации Бурят-Монгольской АССР в Кремль состоялась в феврале 1936 года. Это делегация была единственной из автономий среди делегаций союзных республик, которых в конце 1935-го — начале 1936 года Иосиф Сталин встречал в Кремле в ходе официальных торжественных приемов. Из высшего руководства страны были также председатель Президиума ЦИК СССР Михаил Калинин, председатель СНК СССР Вячеслав Молотов, нарком обороны СССР Климент Ворошилов и главный редактор газеты «Известия» Борис Таль.
До этого Кремль принял Узбекистан, Таджикистан, Туркмению, Казахстан, Азербайджан, Армению, Грузию
Участники официальной делегации Бурят-Монгольской АССР в Кремле 1936 г.
1. Мария Михайловна Сахьянова член Комиссии партийного контроля при ЦК ВКП(б) СССР (1934—1939).
2. супруга Ардана Маркизова — Доминика Федоровна Маркизова
3. Михей Николаевич Ербанов руководитель официальной делегации, 1-й секретарь Бурят-Монгольского областного комитета ВКП(б) Бурят-Монгольской республики (1928—1937).
4. Дажуп Доржиев
5. Базаржап Будаевич Будаев
6. Яков Похосоев, заведующий сельхозотделом обкома БМАССР
7. Ардан Ангадыкович Маркизов нарком земледелия
8. Алексей Бутунаев
9. Андрей Агафонов
10. Савранна Яковлевна Ербанова заместитель Госплана Бурятии
11.Шамбуева Мария Бадмаевна режиссер театра
12.Энгельсина Ардановна Маркизова
Агинский округ:
1. Линхобоев Бальжинима — колхоз им. Маркизова, Агинский аймак
2. Цыбикова Долгар — колхоз им. Молотова, Улан-Ононский аймак
3. Болотов Бабу — колхоз им. Ворошилова, Агинский аймак, зав. конефермой
4. Намсараев Жамсаранжап — председатель колхоза им. Разумова, Агинский аймак
5. Зориктуева Дулмажап — доярка колхоза им. Доржиева, Агинский аймак
6. Циренов Радна — чабан колхоза им. Ягоды, Улан-Ононский аймак
7. Гончиков Тудуп — председатель колхоза «Социализм», Агинский аймак
8. Балданов Бато — член колхоза им. Ербанова, Агинский аймак, зав. МТФ
9. Буянтуев Мунко — пастух верблюдов колхоза им. Бусыгина, Агинский аймак
10. Тыхеева Бальжит — табунщица колхоза им. Дылгирова, Агинский аймак
11. Рожков Александр Нефёдович — пастух колхоза «Авангард», Улан-Ононский аймак
12. Ванчиков Базар — редактор областной газеты «Бурят-Монгол үнэн»
Усть-Ордынский округ:
1. Халмактанов Логин Ильич — председатель колхоза «Красное знамя», Эхирит-Булагатский аймак
2. Халбаев Николай Васильевич — артист, Аларский аймак, с. Шаранут
3. Бардамов Александр — артист, Боханский аймак
4. Балсаева Мария Александровна — артистка
Селенгинский аймак:
1. Эрдынеева Дулгаржап — доярка колхоза «Улан-Удунга»
2. Бадмаев Норбо Галсанович — зампредседателя колхоза им. Сталина
3. Цыретаров Бато Цыретарович — председатель колхоза им. Тельмана
4. Очиров Нима Бадмацыренович — председатель колхоза им. 3-го Интернационала
Мухоршибирский аймак:
1. Бадмацыренова Дулгарма — доярка колхоза им. Комсомола
2. Кушнарёв Ксенофонт Семёнович — член колхоза им. Кирова
Тарбагатайский аймак:
1. Сучков Изосим Ильич — конюх колхоза «Победитель»
Хоринский аймак:
1. Дашихорлуев Болдансодном — председатель колхоза им. Кирова
Еравнинский аймак:
1. Бадлуев Александр Васильевич — управляющий фермой Еравнинского мясосовхоза
2. Бадмаев Ширап — сташий гуртоправ Еравнинского мясозавода
Баргузинский аймак:
1. Будаин Мунко — председатель колхоза «Хубисхал»
2. Диванов Гарма Диванович — Баргузинский аймак
3. Чойнжурова Кубулей Доржиевна — доярка колхоза «Мучин»
Джидинский аймак:
1. Банзараксаев Цыбык — председатель колхоза «Галын-очи»
2. Данжуров Эрдэни Тогочиевич, чабан Боргойского овцеводческого совхоза
Тункинский аймак:
1. Шарханов Жамбал Содноевич — старший конюх колхоза им. Ворошилова
Бичурский аймак
1. Дылгыр Гомбоевич Гомбоев
Кяхтинский аймак:
1. Намсараева Дарима Жигжитовна — колхоз им. Сталина, зав. овцеводческой фермой
2. Маринов Фёдор Иванович — председатель колхоза им. Ульянова
Иволгинский (Улан-Удэнский) аймак:
1. Раднаев Ринчин-Доржи — член колхоза «Арбижил», зав. МТФ.